# Philagra douglasi
Philagra douglasi är en insektsart som beskrevs av Carl Stål 1863. Philagra douglasi ingår i släktet Philagra och familjen spottstritar. Inga underarter finns listade i Catalogue of Life.